# Lucas Cueto
Lucas Cueto (Colonia, 24 de marzo de 1996) es un futbolista hispano-germano. Juega de centrocampista y se encuentra sin equipo.

## Selección nacional
Ha sido internacional con la selección sub-19 de Alemania en 11 ocasiones anotando 4 goles.

## Clubes
| Club                   | País     | Año       |
| ---------------------- | -------- | --------- |
| 1. F. C. Colonia II    | Alemania | 2014-2016 |
| F. C. St. Gallen       | Suiza    | 2016-2017 |
| SC Preußen Münster     | Alemania | 2017-2020 |
| F. C. Viktoria Colonia | Alemania | 2020-2021 |
| Karlsruher SC          | Alemania | 2021-2023 |
| Dinamo Dresde          | Alemania | 2023-2024 |
| F. C. Viktoria Colonia | Alemania | 2025      |